# Rotboald II de Provence
Pour les articles homonymes, voir Roubaud.
Rotboald II ou Roubaud II († apr. 1008), est comte de Provence de 1008 à 1014, issu de la dynastie comtale de Provence.

## Biographie

### Origines
Rotboald ou Roubaud est fils de Boson II, comte d'Arles, auteur de la lignée comtale de Provence, et de sa seconde épouse, Constance, dite de Provence ou de Vienne,,.
Il a un frère Guillaume Ier le Libérateur († 993), qui sera successivement comte (970) puis marquis de Provence (979),,. 

### Comte de Provence
L'analyse des différents actes permet de placer ses interventions dans les comtés d'Orange, de Marseille, surtout d'Aix et de Nice.
Le comte Rotboald et son épouse Ermengarde font une donation à l'abbaye de Montmajour en 1002.
En 1005, il participe, avec son épouse, Ermengarde, à une importante cérémonie réunissant également « la comtesse Adélaïde et ses fils, le comte Guillaume III de Provence, et le comte Guillaume de Toulouse », ainsi que des vicomtes et de l'évêque.
Rotboald II n'est pas mentionné au-delà de l'acte de 1008. Le site Internet de généalogie Medieval Lands place sa mort entre « 1008/22 avril 1015 ».

### Épouse(s)
Rotboald, selon les auteurs spécialistes de la Provence, épouse une Dame Ermengarde, d'origine inconnue,,. Elle est mentionnée en 1002 d'après Histoire de Montmajour, d'après Dom Chantelou. Cependant un acte du Cartulaire de Cluny (993-1002) mentionne avant cette date une ceraine Emilde (Eimildis).
Manteyer (1908) considérait qu'elle n'était qu'une seule et même personne .

Christian Settipani (La noblesse du Midi carolingien, 2004), s'appuyant sur l'ouvrage de Joseph Berge, Les erreurs de l'Histoire (1952), indique qu'elles sont deux personnes différentes. Le généalogiste Szabolcs de Vajay (en) (1980), abonde dans le sens de Berge. Cependant, selon cette thèse « les deux femmes, et par la même occasion, leurs époux, qui seraient deux Roubaud successifs, père et fils évidemment ». Ainsi, Emilde (Eimildis) serait l'épouse d'un Rotboald Ier, père de ce Rotboald II. L'analyse des prénoms permettrait de soutenir la distinction de deux femmes.

Vajay (1980) considère qu'il pourrait s'agir d'Émilde, fille d'Étienne, vicomte de Gévaudan, et de sa première épouse, Anne.
L'origine d'Ermengarde fait l'objet de débats. Pour certains historiens, Ermengarde serait Ermengarde, qui devenue veuve, aurait épousé Rodolphe III, roi de Bourgogne vers 1011,,. Mais cette thèse ne fait pas l'unanimité.
Magnani (1999) annote, d'après Les chartes du pays d'Avignon de Manteyer (1914), « Il faut signaler aussi la donation, en 1019, de la terre des pêcheurs, par la « reine » Ermengarde et ses deux fils, Hugues et Guillaume, identifiés respectivement par G. Manteyer avec la reine de Bourgogne, veuve du comte Roubaud, avec le futur évêque de Lausanne et avec le marquis de Provence. Ce document ne serait-il pas un faux fabriqué par Polycarpe ? ».

## Famille
Selon l'hypothèse des auteurs spécialistes de la Provence, Rotboald et Ermengarde ont deux enfants,,, :
- Guillaume III/IV († 1037), comte de Provence ;
- Emma († 1063), comtesse de Provence, mariée à Guillaume III Taillefer, comte de Toulouse.

Mazell (2011) avance un probable troisième enfant, Hugues/Uc (?), évêque de Lausanne. Selon l'analyse de Magnani (1999), dans la section « Épouse(s) », il s'agirait d'un frère utérin, Hugues de Bourgogne.